# Marian Mulczyk
Marian Mulczyk (ur. 1924, zm. 9 czerwca 2018) – polski mikrobiolog, prof. zw. dr hab.

## Życiorys
Obronił pracę doktorską, następnie uzyskał stopień doktora habilitowanego. Otrzymał nominację profesorską. Pracował w Instytucie Immunologii i Terapii Doświadczalnej im. Ludwika Hirszfelda Polskiej Akademii Nauk.
Zmarł 9 czerwca 2018.

## Publikacje
- 1980: Protection against keratoconjunctivitis shigellosa induced by immunization with outer membrane proteins of Shigella sp[2]
- 1985: Transfer of immunity by means of spleen cells from mice immunized with outer membrane proteins of Shigella flexneri[2]
- 1986: Humoral response in mice immunized with outer membrane proteins of Shigella flexneri[2]
- 2005: Wpływ swoistych bakteriofagów na właściwości nasienia knurów zakażonych pałeczką ropy błękitnej[2]